# Giovanni Battista Cesana
Giovanni Battista Cesana MCCJ (* 14. Mai 1899 in Castello sopra Lecco, Italien; † 12. Juni 1991) war ein italienischer Ordensgeistlicher und römisch-katholischer Bischof von Gulu.

## Leben
Giovanni Battista Cesana trat der Ordensgemeinschaft der Comboni-Missionare bei und empfing am 6. Juni 1925 das Sakrament der Priesterweihe. 
Am 1. Dezember 1950 ernannte ihn Papst Pius XII. zum Titularbischof von Cerbali und zum Apostolischen Vikar von Gulu. Der Erzbischof von Mailand, Alfredo Ildefonso Kardinal Schuster OSB, spendete ihm am 1. April 1951 die Bischofsweihe; Mitkonsekratoren waren der Bischof von Como, Felice Bonomini, und der Weihbischof in Ostia, Pietro Villa FSCJ.
Giovanni Battista Cesana wurde am 25. März 1953 infolge der Erhebung des Apostolischen Vikariats Gulu zum Bistum erster Bischof von Gulu. Cesana nahm an allen vier Sitzungsperioden des Zweiten Vatikanischen Konzils teil.
Am 19. Dezember 1968 nahm Papst Paul VI. das von Cesana vorgebrachte Rücktrittsgesuch an und bestellte ihn zum Titularbischof von Litterae.